# Casa Ferran Guardiola
La Maison Ferran Guardiola ou Maison Chinoise est un bâtiment de Barcelone situé au numéro 54 de la rue de Muntaner (à l'angle de la rue du Conseil-des-Cent) dans le district de l'Eixample,,. Elle se distingue par son architecture, qui mélange les styles art déco et moderniste à l'influence Sécession viennoise et à plusieurs orientalismes insolites. Elle fut dessinée par l'architecte valencien Joan Guardiola Martínez en collaboration avec ses frères Ferran (directeur) et Salvador (maître d'œuvre), et inaugurée en 1929. C'est une œuvre inscrite au Recensement du Patrimoine Architectural de Catalogne.